# Оранжерейный комплекс в Александровском парке

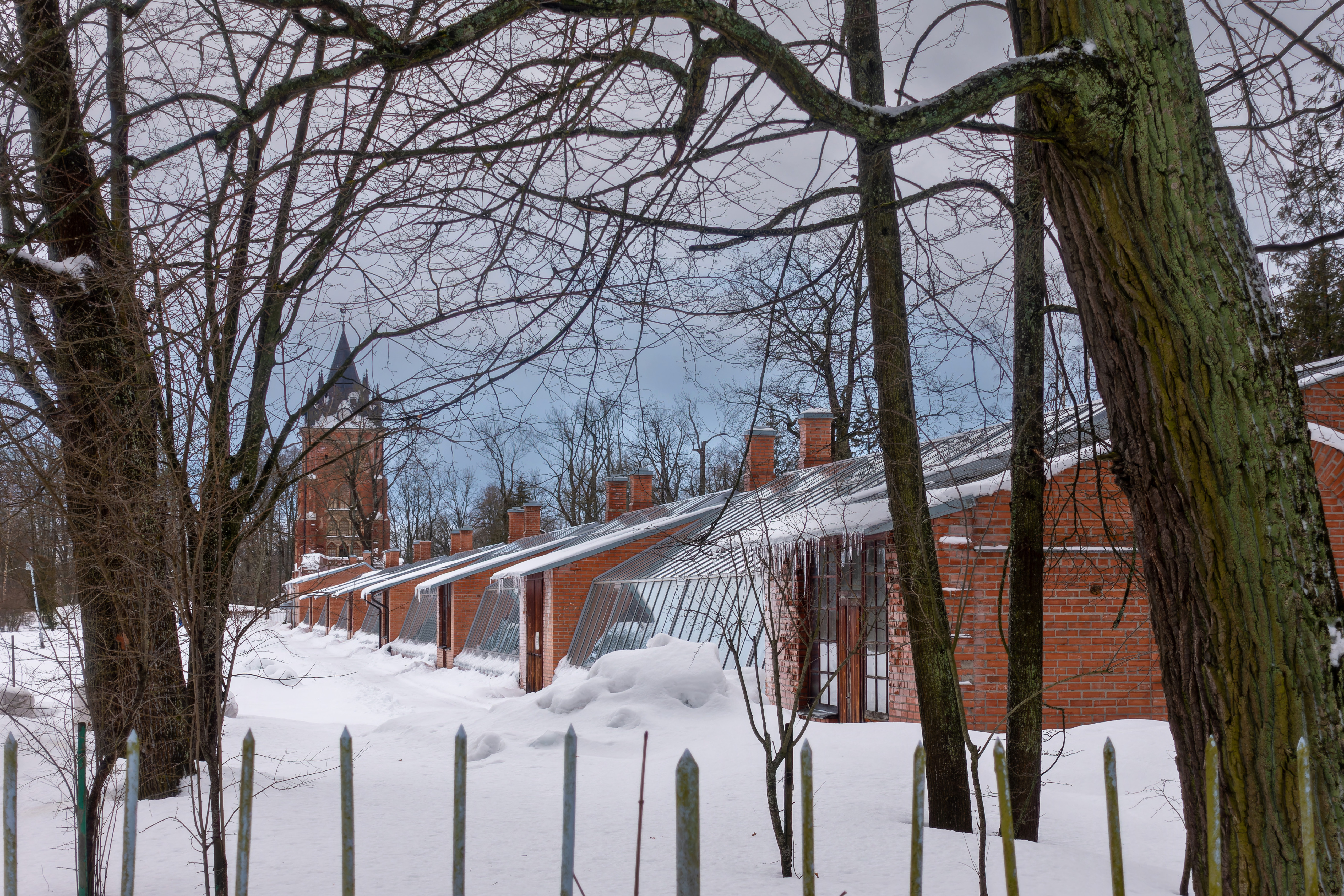

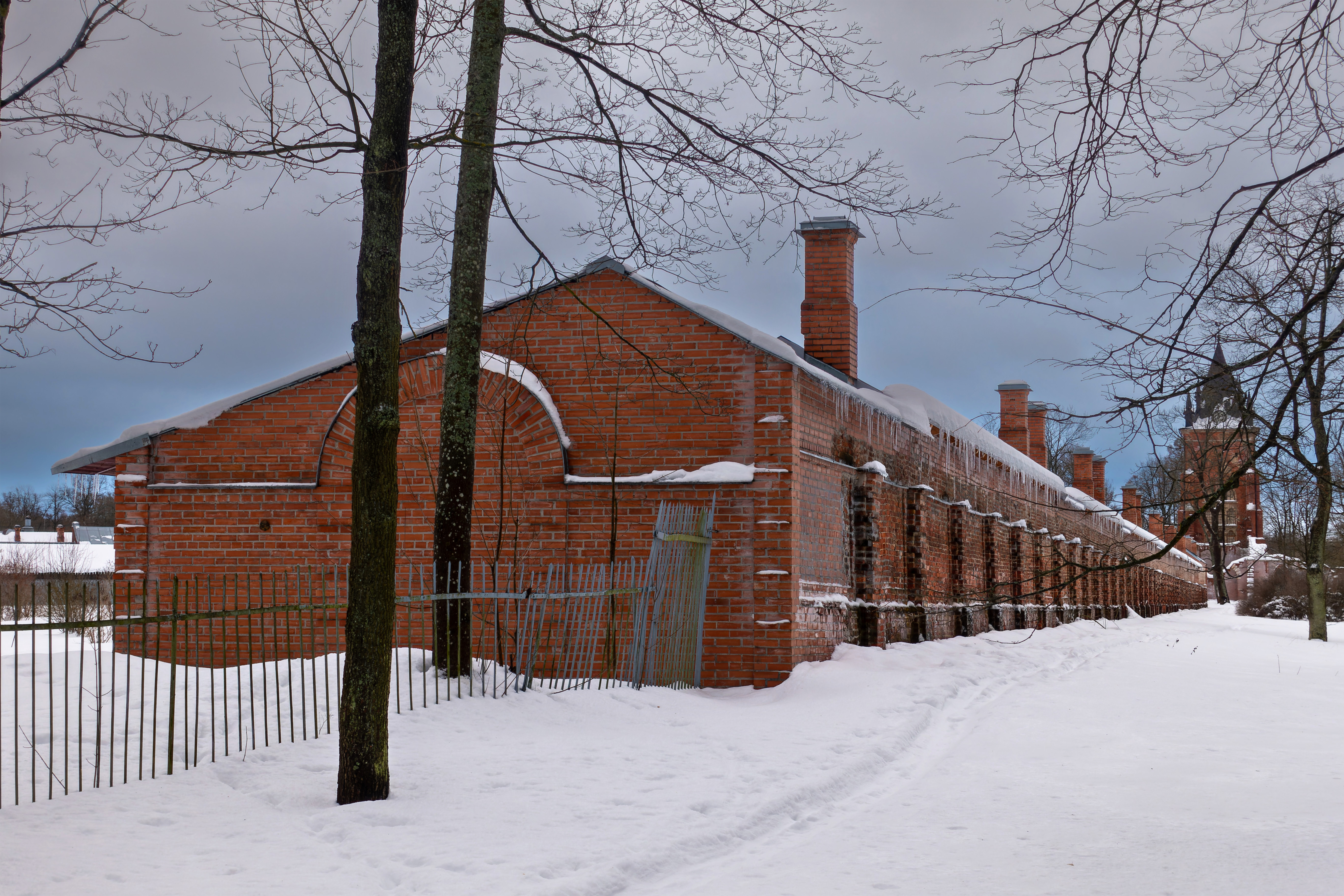

Оранжерейный комплекс в Александровском парке — памятник архитектуры. Расположен в Пушкине, рядом с Китайской деревней.
Расположенные в три ряда оранжереи, теплицы и холодные закрытые оранжереи с плодовыми деревьями существовали в этой местности с 80-х годов XVIII века (или даже с 1722 года). В XVIII веке комплекс строил А. А. Мыльников, в 1819—1828 году здания частично перестроил, частично построил заново Адам Менелас (всего шесть корпусов). Для вишнёвой оранжереи, построенной в 1819—1820 годах, он использовал сохранившуюся кирпичную стену Зверинца, которую обработана рустованными лопатками. Остаток стены был надстроен на аршин кирпичом из разобранной части Зверинской стены, Зверинская теплица стала четвёртым рядом оранжерей.
Здания оформлены в стиле позднего классицизма, что отличает их от прочих построек Менеласа (предпочитавшего использовать готический стиль). Центральный павильон расположенной рядом с Шапелью оранжереи украшен восьмью пилястрами дорического ордера, у окон полуциркульное завершение. Здание связано с двумя симметричными павильонами в три оси кирпичными стенами теплиц.
В 1762 году в теплицах росли яблони, вишни, штамбовые липы и берёзы, смородина, малина, крыжовник, орешник, розаны, сирень, барбарис.
В 1830-е годы теплицы перестраивал С. И. Черфолио при участии А. Кокорева, в 1900-е — 1910-е годы строительными и ремонтными работами руководил С. А. Данини.
Во время Великой Отечественной войны все теплицы, кроме дома садовника, пострадали: у них были уничтожены кровли, перекрытия, оборудование. Восстановление и приспособление для хозяйственных нужд проходило с 1952 года, до 1962 года была полностью восстановлена 4 линия теплиц.
Теплицы продолжают использоваться по основному назначению, обычно они недоступны для посещения. В корпусах Т («Зверинская теплица») и У выращиваются цветы. Корпус Ц — дом садовника.